# گوکدالسان
گوکدالسان (به لاتین: Gokdalsan) یک کوه است که در کره جنوبی واقع شده‌است. گوکدالسان ۶۲۸ متر بالاتر از سطح دریا واقع شده‌است.